# Élections générales péruviennes de 1995
Les élections générales péruviennes pour la période 1995-2000 se déroulèrent le 12 mai et le 3 juin 1995 pour le renouvellement du pouvoir exécutif et du pouvoir législatif.
Lors de ces élections, Alberto Fujimori obtint un second mandat de président de la République.

## Système électoral des législatives
Le Congrès de la République est un parlement unicaméral doté de 130 sièges pourvus pour cinq ans au scrutin proportionnel plurinominal dans 25 circonscription électoraleplurinominales. Les sièges sont répartis selon la méthode d'Hondt au quotient simple, sans seuil électoral. Les électeurs ont également la possibilité d'effectuer jusqu'à deux votes préférentiels pour des candidats de la liste choisie afin de faire monter leurs places dans celle-ci,,.
Le vote est obligatoire de 18 à 70 ans. Les élections ont traditionnellement lieu en avril pour une mise en place de la nouvelle législature en juillet.

## Convocation
Après la guerre avec l'Équateur, Alberto Fujimori se porta candidat à un second mandat. L'opposition envisagea de présenter Lourdes Flores du Parti populaire chrétien, mais ensuite, le PPC soutint l'ancien secrétaire général de l'ONU Javier Pérez de Cuéllar.

## Candidatures
- Alberto Fujimori pour Cambio 90 - Nueva Mayoría
- Javier Pérez de Cuéllar pour Union pour le Pérou
- Mercedes Cabanillas pour le Parti Apriste Péruvien
- Alejandro Toledo pour Pays possible (aujourd'hui Pérou possible)
- Ricardo Belmont Cassinelli pour le Movimiento Político OBRAS
- Raúl Diez Canseco pour Action populaire

## Résultats
Alberto Fujimori obtint de nouveau la présidence dès le premier tour avec la majorité au congrès.